# Galium lucidum
Galium lucidum (лат.) — многолетнее травянистое растение, вид рода Подмаренник (Galium) семейства Мареновые (Rubiaceae), произрастащий в Средиземноморском регионе.

## Ботаническое описание

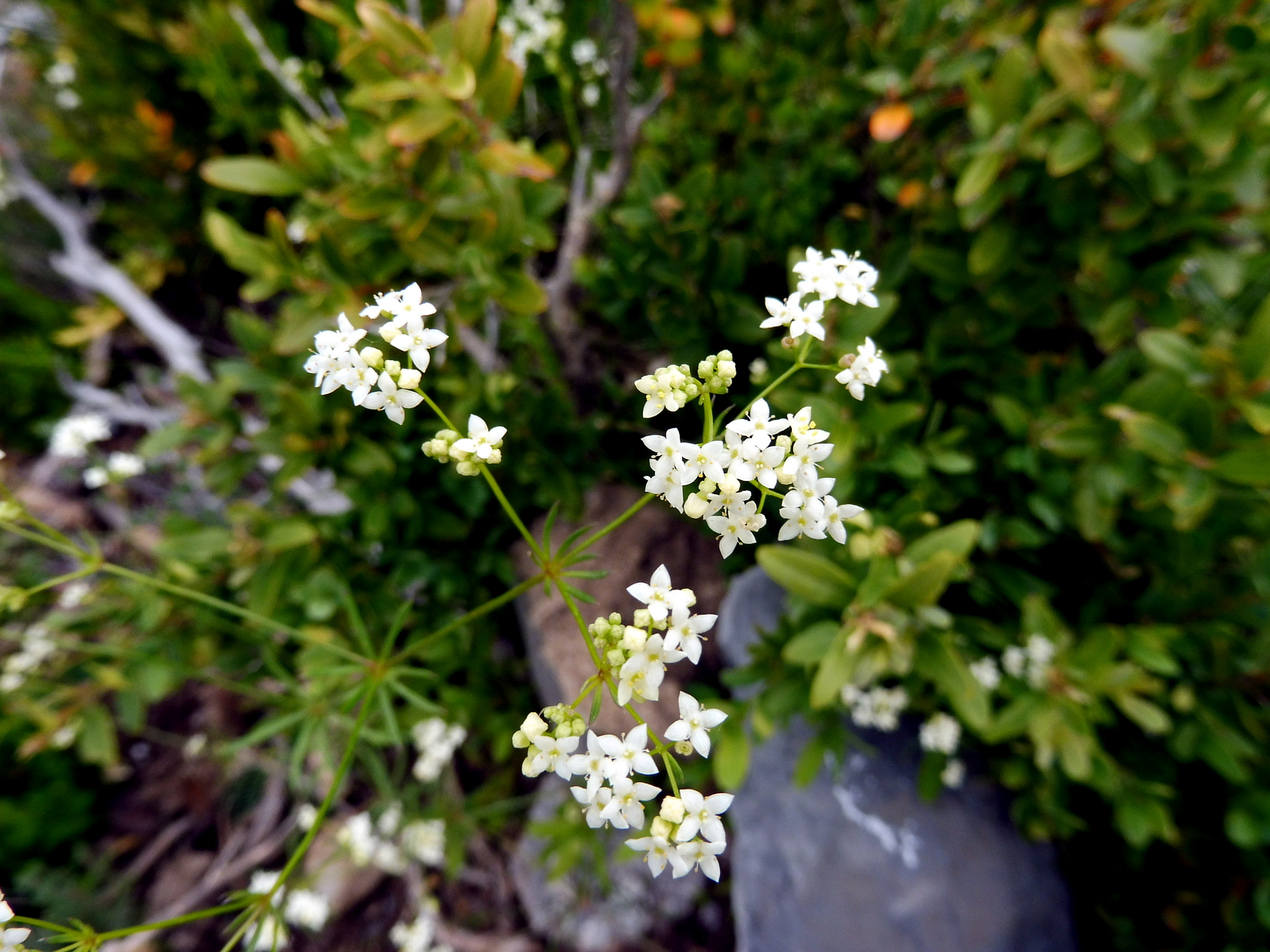
Цветки G. lucidum

Galium lucidum — прямостоячее многолетнее гладое растение до 70 см высотой. Листья узкие, линейные, до 3 см длиной, мутовчатые, до 10 на узел. Соцветие представляет собой большую конечную метёлку с множеством мелких цветков от белого до кремового цвета.
Гладкие и тёмно-коричневые плоды распадаются на два частичных плода яйцевидной формы.

## Подвиды
Вид включает следующие 5 подвидов:
- Galium lucidum subsp. fruticescens (Cav.) O.Bolòs & Vigo - Испания;
- Galium lucidum subsp. krendlii Natali — Корсика;
- Galium lucidum subsp. lucidum — почти весь ареал вида;
- Galium lucidum subsp. krendlii Natali — Корсика;
- Galium lucidum subsp. venustum (Jord.) Arcang  — Корсика, Сицилия, Сардиния, центральная Италия.

## Ареал и местообитание
Galium lucidum произрастает в Средиземноморском регионе, от Португалии и Марокко до Греции на восток и на север до Германии.